# John Selden Roane

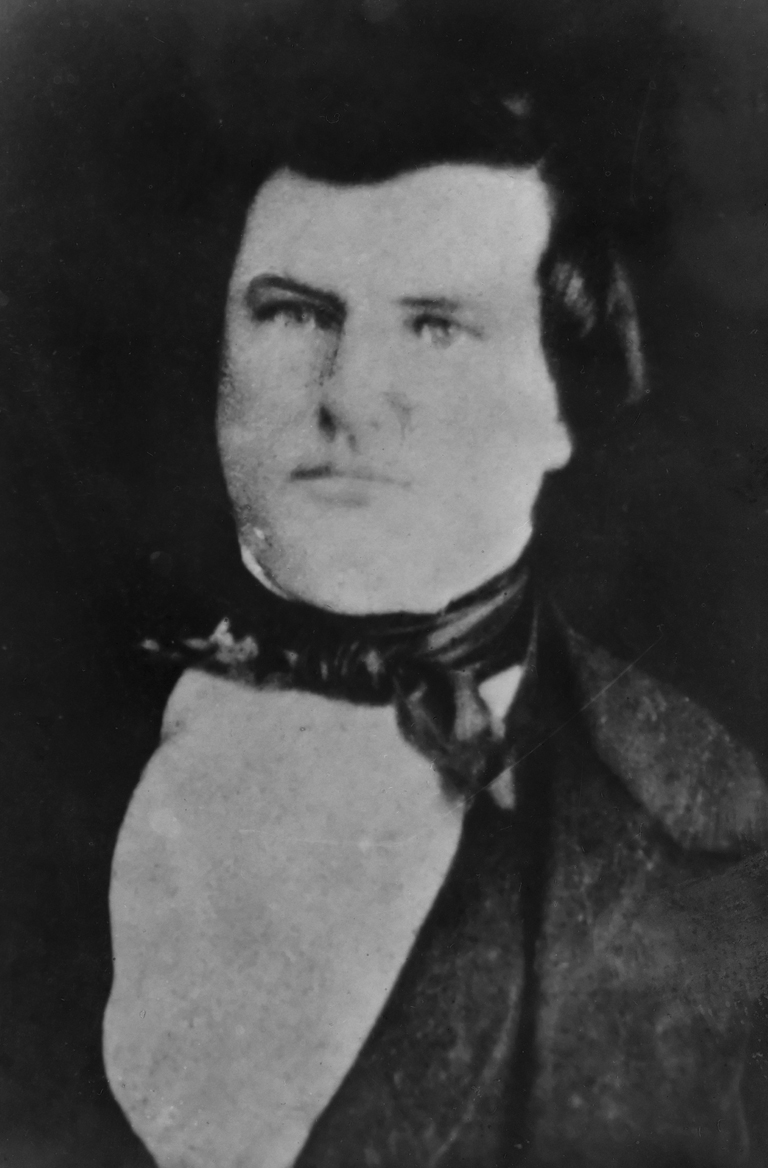
John Selden Roane

John Selden Roane (* 8. Januar 1817 in Lebanon, Tennessee; † 8. April 1867 in Pine Bluff, Arkansas) war ein US-amerikanischer Politiker und zwischen 1849 und 1852 Gouverneur des Bundesstaates Arkansas.

## Frühe Jahre und politischer Aufstieg
John Roane besuchte die örtlichen Schulen im Wilson County in Tennessee. Anschließend besuchte er das Cumberland College in Princeton, Kentucky. Im Jahr 1837 kam er nach Arkansas, wo er Jura studierte. Nach seinem Examen und der Zulassung als Anwalt wurde er zwischen 1840 und 1842 Staatsanwalt im Zweiten Gerichtsbezirk des Staates.
Zwischen 1842 und 1844 war Roane Abgeordneter im Repräsentantenhaus von Arkansas und zeitweise Speaker dieser Kammer. Während des Mexikanisch-Amerikanischen Krieges war er Oberstleutnant in dem von dem früheren Gouverneur Archibald Yell kommandierten Infanterie-Regiment. Nachdem dieser bei Buena Vista gefallen war, übernahm Roane das Kommando über diese Einheit. Seine militärischen Fähigkeiten waren aber umstritten und Roane forderte sogar einen seiner Kritiker zu einem Duell, bei dem aber niemand verletzt wurde. Aufgrund des Rücktritts von Gouverneur Thomas Stevenson Drew zu Beginn des Jahres 1849 wurden Neuwahlen für dieses Amt ausgeschrieben, bei denen sich Roane als Kandidat der Demokratischen Partei um dieses Amt bewarb.

## Gouverneur von Arkansas
Nach der erfolgreichen Wahl konnte Roane sein neues Amt am 19. April 1849 antreten. In seiner bis zum 15. November 1852 laufenden Amtszeit setzte er sich für den weiteren Ausbau der Infrastruktur ein und erhöhte den Haushalt für das Bildungswesen. Damals entstanden mit dem Calhoun County und dem Sebastian County zwei neue Bezirke in Arkansas. Seine Amtszeit war ansonsten überschattet von einem Konflikt mit dem Repräsentantenhaus, vor allem in finanziellen Fragen.
Nach dem Ende seiner Amtszeit war Roane als Anwalt tätig. Während des Bürgerkrieges diente er als Brigadegeneral im Heer der Konföderation. Seine Aufgabe war die Verteidigung von Arkansas. Dabei nahm er an einigen Gefechten teil. Nach dem Krieg kehrte er in seinen Wohnort Pine Bluff zurück, wo er 1867 plötzlich verstarb. John Roane war mit Mary K. Smith verheiratet, mit der er drei Kinder hatte.